# Adenokarcinom
Adenokarcinom je kancer epitela koji potiče iz tkiva žlezda. Epitelna tkiva obuhvataju, između ostalih, površinski slog kože, žlezde i brojna druga tkiva koja pokrivaju šupljine i organe tela. Epitel može da bude izveden embriološki iz ektoderma, endoderma ili mezoderma. Da bi bile klasifikovane kao adenokarcinom, ćelije ne moraju da bude deo žlezda, dovoljno je da imaju sekretorna svojstva. Ova forma karcinoma se može javiti kod pojedinih viših sisara, među kojima je čovek.
Dobro diferencirani adenokarcinomi podsećaju na glandularno tkivo iz koga su izvedeni, do slabo diferencirani adenokarcinomi ne moraju da imaju takav izgled. Bojenjem ćelija iz biopsije, patolog može da utvrdi da li je tumor adenokarcinom ili neki drugi tip kancera. Adenokarcinomi mogu da nastanu u mnogim tkivima tela usled sveprisutnosti žlezda.
Endorini tumori žlezda, kao što su VIPoma, insulinom, feohromocitom, itd., se tipično ne nazivaju adenokarcinomima, nego neuroendokrinim tumorima. Ako je tkivo žlezda abnormalno, ali benigno, on se naziva adenom. Benigni adenomi tipično ne vrše invaziju drugih tkiva i retko dolazi do metastaze. Maligni adenokarcinomi vrše invaziju drugih tkiva i često metastaziraju ako im je dato dovoljno vremena.